# Vénusien

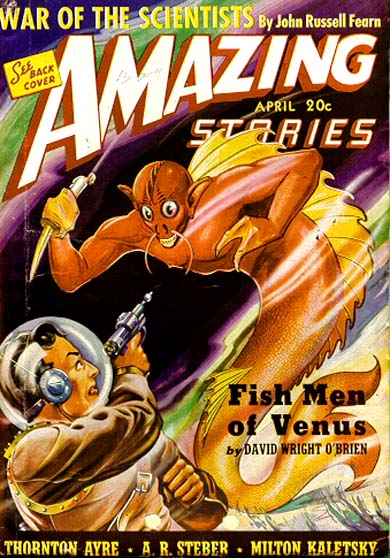
Un Vénusien dans la fiction.

Un Vénusien (au féminin, une Vénusienne) est un hypothétique habitant de Vénus.